# Ivan Ugrinović
Ivan Ugrinović (* um 1405 in Dubrovnik; † um 1461 ebenda) war ein kroatischer Maler der vermutlich in Venedig ausgebildet wurde.

## Leben
Ivan malte Altarbilder, Ikonen, Schilde, Schreine, Fahnen und Küchenaltäre im Auftrag der Dubrovniker Adligen und Zünfte sowie der bosnischen Vlastela, bis er in Ključ und Blagaj  arbeitete. Von den vielgestaltigen Altarbildern ist nur das Polyptychon in der Kirche des Heiligen Antonius der Große in Kolocep (1434) sehenswert, das den byzantinischen Stil mit dem gotischen Stil der frühen Dubrovniker Malerschule verbindet.